# Jerry Nolan
 (octobre 2018).
Si vous disposez d'ouvrages ou d'articles de référence ou si vous connaissez des sites web de qualité traitant du thème abordé ici, merci de compléter l'article en donnant les références utiles à sa vérifiabilité et en les liant à la section « Notes et références ».
Pour les articles homonymes, voir Nolan.
Jerry "Niggs" Nolan (Gerald Nolan), né le 7 mai 1946 et mort le 14 janvier 1992, est un musicien américain.

## Biographie
Archétype parfait du batteur de rock 'n' roll, il fut un session-man réputé (Suzi Quatro, Wayne County...), avant d'entrer dans la légende en remplaçant Billy "Doll" Murcia en 1972 dans The New York Dolls puis en formant The Heartbreakers en 1975, avec leur guitariste, Johnny Thunders, avec qui il devient une icône du punk rock. Avec The Heartbreakers, il s'avère aussi un compositeur inspiré, signant la musique de pratiquement la moitié des titres de L.A.M.F., leur unique album studio, tels One Track Mind, Let Go ou Get Off The Phone. Il les quitta en 1978, déçu par la production bâclée du disque, sonnant par la même le glas du groupe. Il a ensuite promené sa batterie rose bonbon dans diverses formations, redevenant session-man malgré une addiction sévère à l'héroïne qu'il parvient à gérer tant bien que mal professionnellement : (Idols avec Killer Kane de The New York Dolls, Rockats, London Cowboys, Ugly Americans avec Sylvain Sylvain, l'autre guitariste de The New York Dolls et bien d'autres comme le bassiste parisien Marco le Gaucher (M Sicard) rencontré au Gibus club avec Thunders...) mais revenant régulièrement accompagner son frère d'arme Johnny Thunders.
Il meurt presque un an après la disparition de son éternel complice guitariste chanteur, Johnny Thunders.
Il était aussi le copain d'enfance de Peter Criss, premier batteur de Kiss.